# Аль-Гуварія (муніципалітет)
Баладіят Аль-Гуварія (араб. الغويرية, англ. Al Ghuwariyah) — адміністративна одиниця у складі Катару. Адміністративний центр — місто Аль-Гуварія. На території в 622  км² проживає  — 4 834 катарців. З 2004 року долучена до баладіяту Аль-Хор.

## Розташування
Баладіят Аль-Гуварія лежить на у північно-західній частині Катару, частково на узбережжі Перської затоки межує:
- з півдня  — з тодішнім ще баладіятом Аль-Джумалія;
- з півночі — з баладіятом Аш-Шамаль;
- зі сходу — з баладіятом Аль-Хор.

## Історія
Ця північна місцина Катару вважалася здавна малозаселеною, лише глибокі затоки на узбережжі та помірне море сприяли мореплавству, а за ним і торгівлі, які і розвинулися на цих землях. Мешканці жили вздовж узбережжя і займалася рибальством та видобутком перлів. Більшість жителів було сконцентровано в тодішньому центрі — Аль-Гуварія.
У середині ХХ століття сановники Катару поставили за мету впорядкувати свої уділи адміністративно, тоді вони створили на базі історичних центрів держави кілька адміністративних одиниць і закріпили це в законі № 11 від 1963 року. Пізніше, в 1972 році, Шейх Мохаммед бін Джабер Аль Тані підписав законопроєкт № 19, яким розмежував кілька баладіятів, серед яких, зокрема, Аль-Гуварія.

## Населення і поселення
Від часів свого заснування цей слаборозвинутий баладіят не був важливим, лише з початку ХХІ століття Аль-Гуварія почала динамічно розвиватися, від 1 000 катарців у 1980-х роках до 4 834 жителів у 2010 році. Більшість його мешканців — катарці, але й чимало емігрантів, які працюють у столиці країни й нафтогазових промислах.
| March 2010 | March 2004 | March 1997 | March 1986 |
| ---------- | ---------- | ---------- | ---------- |
| 4,834      | 2,159      | 1,716      | 1,629      |

Загалом баладіят Аль-Гуварія розділений на кілька зон з відповідними населеними пунктами:
- Центральна (з головними поселеннями Al Ghuwariyah);
- Північна (з поселеннями Al Nuhai, As Sidriyah, As Sulaymi Suhaim Bin Hamad);
- Східна (з поселеннями As Sulukiyah, Umm Juway'id).

## Економіка
Баладіят Аль-Гуварія, як віддалений від столиці країни приречений був стати малорозвинутою територією, що й тривало багато століть до того. Але відкриття, поруч нього, величезного родовища нафти, спричинило до економічного зростання Катару. Тоді ж на території баладіяту Аль-Гуварія почали розвивати нафтогазовий промисел, зокрема видобуваннянафти — і регіон почав розвиватися прискореними темпами. Постало питання будівництва промислових, оброблювальних та житлових об'єктів й інфраструктури. Саме надходження від нафтогазовидубувного комплексу становлять основну частину в бюджеті баладіяту.
Новим стимулом для розвитку місцевості планується його об'єднання з баладіятом Аль-Хор (яке відбулося в 204 році) та реалізація проєкту проведення Чемпіонату світу з футболу 2022 року. Урядовці планують до того часу налагодити як спортивний так і культурний відпочинок гостей і жителів баладіяту. Стадіон і відомі історичні пам'ятки — стануть візитівкою баладіяту Аль-Хор, зокрема його частинки — Аль-Гуварії.